# Cenac (Moldavie)
Pour les articles homonymes, voir Cenac.
Cenac est une commune de Moldavie, située dans le raion de Cimișlia, sur la rive droite du Ialpug. Elle s'étend sur 50 km2 et comptait, en 2004, 2 098 habitants.